# Paspalidium distantiflorum
Paspalidium distantiflorum är en gräsart som först beskrevs av Achille Richard, och fick sitt nu gällande namn av Gerrit Davidse och Richard Walter Pohl. Paspalidium distantiflorum ingår i släktet Paspalidium och familjen gräs. Inga underarter finns listade i Catalogue of Life.